# Berthold Oppenheim
Berthold Oppenheim (født 29. juli 1867, død 1942 i Treblinka udryddelseslejr) var rabbiner i Olomouc, Mähren, fra 1892 til 1939.